# Norita
La norita, també coneguda com a gabre ortopiroxènic, és una roca ígnia màfica i intrusiva composta principalment de labradorita, ortopiroxè i olivina. El terme norita prové de Norge, el nom noruec per a Noruega. La norita pot ser diferenciada del gabre només en làmina prima i observada sota microscopi petrogràfic. La principal diferència entre la norita i el gabre és el tipus de piroxè que presenten: la norita està composta per ortopiroxè, generalment per enstatita o hiperstena mentre que els principals piroxens que presenten els gabres són clinopiroxens, generalment augites.
La norita es troba juntament amb gabres i altres roques màfiques i ultramàfiques en intrusions en capes que sovint es troben associades a dipòsits de platí com ara el complex igni de Bushveld (Sud-àfrica), el complex igni de Skaegard (Groenlàndia) i el complex igni de Stillwater (EUA). La norita és també la roca ígnia basal del complex de Sudbury (Ontario), que és el lloc d'impacte d'un cometa i la segona regió minera de níquel del món.